# Tití d'esquena daurada
El tití d'esquena daurada (Leontocebus tripartitus) és una espècie de mico de la família dels cal·litríquids que viu a l'Equador i el Perú.